# Nòctul gegant
El nòctul gegant (Nyctalus lasiopterus) és el ratpenat més gros d'Europa. També es troba al nord d'Àfrica i a l'Àsia occidental. A Catalunya se n'han documentat des de 2005 a la Fageda d'en Jordà, dins el Parc Natural de la Zona Volcànica de la Garrotxa, i no arriben a la quinzena.

## Descripció
El seu tret més característic són les orelles: curtes, de forma triangular i amb la punta arrodonida, van proveïdes d'un tragus que s'eixampla per la part superior en forma de bolet.
Les ales són llargues i estretes i presenten pèls a la part inferior.
Com tots els nòctuls, té uns polzes curts i robustos que l'ajuden a desplaçar-se per terra.
Pelatge espès i força llarg. La regió dorsal és de color marró o marró vermellós i el ventre és més clar, de color marró groguenc. El musell, les orelles i les membranes alars són de color marró fosc. Les cries presenten tonalitats més fosques que els adults.
Dimensions corporals: cap + cos (84 - 104 mm), cua (55 - 65 mm), avantbraç (61 - 69 mm) i envergadura alar (410 - 500 mm).
Pes: 41 - 76 g.

## Hàbitat
Boscos ben conservats, sobretot caducifolis, però també pinedes i avetoses. Arborícola, generalment cerca refugi als forats dels arbres, però ocasionalment també es pot amagar en esquerdes de les roques i en edificis.

## Costums
Surt d'hora del seu refugi, abans de fer-se fosc i roman actiu tota la nit. Vola entre els 15 i els 50 m d'altura o més amunt i tot, amb un vol ràpid i rectilini que incorpora alguns picats per a caçar insectes i ocells petits.
Forma colònies d'unes desenes d'individus, a tot estirar, que sovint comparteixen el refugi amb altres nòctuls i, més rarament, amb altres vespertiliònids.
Es retira a hivernar entre desembre i febrer.

## Espècies semblants
La resta de nòctuls són de mida més petita: la longitud de l'avantbraç no arriba als 60 mm.
El tragus en forma de bolet, característic dels nòctuls, fa que sigui impossible de confondre'ls amb altres ratpenats.